# Argivai
Argivai era una freguesia portuguesa del municipio de Póvoa de Varzim, distrito de Oporto.

## Topónimo
El nombre de la freguesia es de origen germánico y proviene de Argivadi; sin embargo es popularmente conocida en el municipio como Anjo.

## Geografía
La freguesia forma parte de la ciudad de Póvoa de Varzim, y está dividida en dos barrios/partes: Argivai y Bairro da Gândara. La mayoría de la freguesia está incluida en el barrio de Argivai.

## Historia
Argivai era una freguesia contigua a la ciudad que, en otra época, abarcaba todo el territorio de Varzim, hasta 2013 era la freguesia más pequeña del municipio. De carácter mixto (industrial, rural y urbano), en Argivai se encuentra la antigua Matriz de Póvoa, la Capela de Nossa Senhora do Bom Sucesso (del siglo XVIII).
Fue perdiendo importancia cuando Dionisio I mandó instalar la "póvoa" en la zona litoral.
Fue suprimida el 28 de enero de 2013, en aplicación de una resolución de la Asamblea de la República portuguesa promulgada el 16 de enero de 2013 al unirse con las freguesias de Beiriz y Póvoa de Varzim, formando la nueva freguesia de Póvoa de Varzim, Beiriz e Argivai.

## Organización territorial
La freguesia estaba dividida en doce lugares: Aguieira, Bom Sucesso, Calves, Casal do Monte, Cassapos, Gandra, Igreja, Fieis de Deus, Oliveira, Padrão, Pedreira e Quintela.

## Asociaciones
- União Desportiva e Cultural de Argivai - constituida en 1988.